# Гринд (Хунедоара)
Гринд (рум. Grind) насеље је у Румунији у округу Хунедоара у општини Лапуђу Де Жос. Oпштина се налази на надморској висини од 176 m.

## Становништво
Према подацима из 2002. године у насељу је живело 62 становника, од којих су сви румунске националности.